# Сандлер, Абрам Соломонович
Абрам Соломонович Сандлер (1912—1979) — советский и российский учёный, доктор технических наук, профессор.
Автор около 150 научных трудов, среди которых 15 авторских свидетельств на изобретения и монография «Регулирование скорости вращения мощных асинхронных двигателей», а также до сих пор использующийся учебник «Электропривод и автоматизация металлорежущих станков».

## Биография
Родился в 1912 году.
Окончил Московский энергетический институт в 1937 году и вся его последующая жизнь была связана с этим вузом. Здесь Абрам Соломонович окончил аспирантуру; в 1940 году защитил кандидатскую, а в 1962 году – докторскую диссертации.
За время научной деятельности в МЭИ он внес большой вклад в теорию и практику автоматизированного электропривода переменного тока. Наибольшее внимание уделял вопросам пуска, точного и фиксированного останова двигателей переменного тока, теоретическим основам двухдвигательного асинхронного привода с поворотным статором, а также вентильно-машинным каскадам.
Существенным достижением профессора А.С. Сандлера стали работы в области частотно-регулируемого электропривода. Возглавив группу молодых ученых, в числе которых были сотрудники кафедры «Автоматизированного электропривода» — Р. С. Сарбатов, А. В. Кудрявцев и Ю. М. Гусяцкий, он создал новое научное направление, которое актуально и в настоящее время. Широко известны научные работы Сандлера и его учеников, в числе которых «Автоматическое частотное управление асинхронными двигателями», «Преобразователи частоты на тиристорах для управления высокоскоростными двигателями» и другие.  Более 20 его аспирантов защитили кандидатские диссертации.
Кроме этого, Абрам Соломонович Сандлер являлся лектором по курсу «Электропривод и автоматизация металлорежущих станков», был членом Научно-технического общества МЭИ и лектором Всесоюзного общества «Знание».
Умер в 1979 году в Москве. Урна с прахом захоронена в колумбарии на Введенском кладбище.